# Laos damlandslag i volleyboll
Laos damlandslag i volleyboll  representerar Laos i volleyboll på damsidan. Det har deltagit i sydostasiatiska spelen.

### Fotnoter
1. ↑  ”Southeast Asian Games 2007 » classification :” (på engelska). https://women.volleybox.net/women-southeast-asian-games-2007-o4590. Läst 28 maj 2023.
2. ↑  ”Southeast Asian Games 2009 » classification :” (på engelska). https://women.volleybox.net/women-southeast-asian-games-2009-o4589/classification. Läst 28 maj 2023.
3. ↑  Senaste tillfället då någon kontrollerade att de inmatade tabelluppgifterna stämmer. Uppgifter kan ha matats in senare utan att kontrolleras av någon annan